# Ballycastle (ort)
Ballycastle (iriska: Baile an Chaisil) är en ort i republiken Irland.   Den ligger i grevskapet Maigh Eo och provinsen Connacht, i den nordvästra delen av landet, 230 km nordväst om huvudstaden Dublin. Ballycastle ligger 34 meter över havet och antalet invånare är 234.
Terrängen runt Ballycastle är huvudsakligen platt, men västerut är den kuperad. Havet är nära Ballycastle åt nordväst. Runt Ballycastle är det glesbefolkat, med 13 invånare per kvadratkilometer. Närmaste större samhälle är Inishcrone, 18,8 km öster om Ballycastle. Trakten runt Ballycastle består i huvudsak av gräsmarker.